# Vincent Perez
Vincent Perez (nascut el 10 de juny de 1964) és un actor, director i fotògraf suís. Va interpretar el personatge principal, Ashe Corven, a The Crow: City of Angels, i va protagonitzar Queen of the Damned, interpretant Marius de Romanus. Algunes de les seves pel·lícules al cinema francès inclouen Cyrano de Bergerac, Le Bossu, La Reine Margot i Indochine.

## Primers anys
Pérez va néixer el 10 de juny de 1964 a Lausana, Suïssa, fill de pare espanyol i mare alemanya. La seva mare era mestressa de casa i el seu pare treballava en el negoci d'import-exportació. Va començar els estudis d'interpretació a Ginebra, seguits pel CNSAD i va completar la seva formació a l'escola del Théâtre Nanterre-Amandiers. Va començar a actuar al teatre abans de protagonitzar pel·lícules.

## Carrera

### Cinema
El seu primer paper rellevant va ser protagonitzar Christian al costat de Gérard Depardieu a Cyrano de Bergerac. Va ser nominat al premi César. Des de llavors ha aparegut en diverses pel·lícules i les seves companyes protagonistes a la pantalla han inclòs Catherine Deneuve, Kim Basinger, Isabelle Adjani i Aaliyah.
A la televisió, va protagonitzar Paris enquêtes criminelles, el remake francès de Law & Order: Criminal Intent. Pérez hi va interpretar el tinent Vincent Revel. També va retratar el monstre de Frankenstein en una pel·lícula de televisió del 2004 titulada Frankenstein protagonitzada per Parker Posey en una actualització de la novel·la de 1818 de Mary Shelley Frankenstein.
També ha passat a la direcció. Dos dels seus curts, L'échange i Rien à dire, han estat nominats a la Palma d'Or al Festival de Cannes.

### Fotografia
Ha exposat la seva obra fotogràfica durant festivals i galeries d'art. Per exemple, la seva exposició titulada Face to Face, que comptava amb fotografies de Carla Bruni, Johnny Hallyday i Gérard Depardieu, es va presentar als Rencontres d'Arles, un festival anual de fotografia a Arles, França. El desembre de 2012, va exposar les seves fotografies de ballarins del Ballet Bolxoi al RuArts de Moscou, Rússia. Dos anys més tard, el desembre de 2014, els va tornar a exposar a la Galeria de Belles Arts de l'Accademia de Montecarlo, Mònaco.

## Vida personal
Està casat amb l'actriu francesa Karine Silla, exparella de Gérard Depardieu i germana de la productora francesa Virginie Besson-Silla. Perez i Silla tenen tres fills junts, entre ells la model Iman Perez.

## Treballs

### Filmografia
| Any  | Títol                                                                    | Rol                      | Llengua   | Notes |
| ---- | ------------------------------------------------------------------------ | ------------------------ | --------- | --- |
| 1986 | Gardien de la nuit (Guardià de la Nit)                                   | Armand                   | Francès   | |
| 1987 | Hôtel de France                                                          | Serge                    | Francès   | |
| 1988 | La Maison de jade (La Casa de Jade)                                      | Bernard Gretz            | Francès   | |
| 1990 | Cyrano de Bergerac                                                       | Christian de Neuvillette | Francès   | Premis César Nominat a l'actor més prometedor (Meilleur espoir masculin)                                                                      |
| 1990 | Il viaggio di Capitan Fracassa (El viatge del Capità Fracassa)           | Baron of Sigognac        | Italià    | |
| 1991 | La Neige et le feu                                                       | Jacques Sénéchal         | Francès   | |
| 1992 | Cendre d'or                                                              |                          | Francès   | Curt |
| 1992 | Indochine (Indoxina)                                                     | Jean-Baptiste            | Francès   | |
| 1992 | L'Échange                                                                | —                        | Francès   | Festival de Canes Palma d'Or Nominat al millor curt Curt escrit i dirigit per Vincent Perez                                                   |
| 1993 | Fanfan                                                                   | Alexandre                | Francès   | |
| 1994 | La reina Margot                                                          | La Môle                  | Francès   | |
| 1995 | Al di là delle nuvole (Més enllà dels núvols)                            | Niccolo                  |           | |
| 1996 | Ligne de vie (Línia de vida)                                             | Philippe                 | Rus       | |
| 1996 | El corb 2: La ciutat dels àngels                                         | Ashe Corven/The Crow     | Anglès    | |
| 1997 | Swept from the Sea                                                       | Yanko Gooral             | Anglès    | |
| 1997 | Le bossu                                                                 | Duc de Nevers            | Francès   | Premis César Nominat al millor actor secundari (Meilleur second rôle masculin) Festival de cinema romàntic de Cabourg : Premi al millor actor |
| 1998 | Ceux qui m'aiment prendront le train (Els qui m'estimin perdran el tren) | Viviane                  | Francès   | Premis César Nominat al millor actor secundari (Meilleur second rôle masculin)                                                                |
| 1998 | The Treat                                                                | Pierre                   | Anglès    | |
| 1998 | Esclat de passions                                                       | Francisco Areavaga       | Anglès    | |
| 1998 | Shot Through the Heart                                                   | Slavko Stanic            | Anglès    | Pel·lícula de TV |
| 1999 | Le Temps retrouvé (El temps retrobat)                                    | Morel                    | Francès   | |
| 1999 | Rien à dire                                                              | —                        | Francès   | Festival de Canes Palma d'Or Nominat al millor curt Curt dirigit per Vincent Perez                                                            |
| 2000 | Épouse-moi (Marry Me)                                                    | Hadrien Roche            | Francès   | |
| 2000 | El llibertí                                                              | Denis Diderot            | Francès   | |
| 2000 | El somni d'Àfrica                                                        | Paolo Gallmann           | Anglès    | |
| 2001 | Les Morsures de l'aube                                                   | Actor jove               | Francès   | |
| 2001 | Bride of the Wind                                                        | Oskar Kokoschka          | Anglès    | |
| 2002 | Queen of the Damned                                                      | Marius de Romanus        | Anglès    | |
| 2002 | Peau d'Ange                                                              | —                        | Francès   | Escrit i dirigit per Vincent Perez Nominat—Festival Internacional de Cinema de Montreal Gran Premi de les Amèriques                           |
| 2003 | Le pharmacien de garde                                                   | Yan Lazarrec             | Francès   | |
| 2003 | La felicità non-costa niente                                             | Francesco                | Italià    | |
| 2003 | Fanfan la Tulipe                                                         | Fanfan la Tulipe         | Francès   | |
| 2003 | I'm Staying!                                                             | Bertrand Delpire         | Francès   | |
| 2004 | Bienvenue en Suisse                                                      | Aloïs Couchepin          | Francès   | |
| 2004 | Nouvelle-France                                                          | Intendant le Bigot       | Anglès    | |
| 2007 | The Apocalypse Code                                                      | Lui                      | Rus       | MTV Movie Award (Rússia) Nominat a la millor lluita; compartit amb Anastasiya Zavorotnyuk Citat com a Vensan Peres                            |
| 2007 | Arn – Tempelriddaren (Arn – El cavaller Templer)                         | Brother Guilbert         | Suec      | |
| 2007 | The Secret                                                               | —                        | Anglès    | Produït i dirigit per Vincent Perez |
| 2009 | Demain dès l'aube                                                        | Mathieu                  | Francès   | |
| 2010 | Inhale                                                                   | Dr. Martinez             | Anglès    | |
| 2010 | Bruc                                                                     | Maraval                  | Català    | |
| 2012 | Lines of Wellington                                                      | Lévêque                  | Portuguès | |
| 2012 | El que el dia deu a la nit                                               | Francès                  |           | |
| 2013 | Puppylove                                                                | Christian                | Francès   | |
| 2014 | The Kitchen in Paris                                                     | Nicolas DuPont           | Russian   | |
| 2016 | Alone in Berlin                                                          | —                        | Anglès    | Director, guionista |
| 2017 | Dalida                                                                   | Eddie Barclay            | Francès   | |
| 2017 | Chacun sa vie et son intime conviction                                   | The Count                | Francès   | |
| 2017 | Hochelaga, Land of Souls                                                 | Jacques Cartier          |           | |
| 2018 | Territory of Love                                                        | Professor Deglacière     | Francès   | |
| 2018 | L'intervention                                                           | General Favrart          | Francès   | |
| 2018 | At Eternity's Gate                                                       | The Director             | Anglès    | |
| 2018 | Ladies in Black                                                          | Stefan                   | Anglès    | |
| 2018 | The Summer House                                                         | The Swiss actor          | Francès   | |
| 2019 | The Aeronauts                                                            | Pierre Rennes            | Anglès    | [ 13 ] |
| 2023 | The Edge of the Blade                                                    | Colonel Louis Berchère   | Francès   | També director, guionista |

### Televisió
| Any  | Títol                                           | Rol               | Llengua | Notes                                       |
| ---- | ----------------------------------------------- | ----------------- | ------- | ------------------------------------------- |
| 1986 | Série noire                                     | Yvon              | Francès | 1 episodi: Piège à flics                    |
| 1990 | Hamlet                                          | Laerte            | Francès |                                             |
| 1998 | Shot Through the Heart                          | Slavko            | Anglès  |                                             |
| 2000 | Scénarios sur la drogue                         | —                 | Francès | Dirigeix 1 episodi, Scénarios sur la drogue |
| 2004 | Frankenstein                                    | Deucalion         | Anglès  |                                             |
| 2005 | Le juge                                         | Marc Steiner      | Francès |                                             |
| 2006 | Avec le temps...                                | Philippe Julliart | Francès |                                             |
| 2006 | Jeanne Poisson, Marquise de Pompadour           | Lluís XV          | Francès |                                             |
| 2007 | Paris enquêtes criminelles (Law & Order: Paris) | Vincent Revel     | Francès | 20 episodes                                 |
| 2008 | Avalanche                                       | Marc              | German  |                                             |
| 2010 | Lo scandalo della Banca Romana                  | Clemente Claudet  | Italian |                                             |
| 2010 | Trahie!                                         | Paul/Antonio      | Francès |                                             |
| 2022 | Shantaram                                       | Didier Levy       | Anglès  | Un original d'Apple TV+                     |

## Premis i nominacions

### Premis César
| Edició | Premi                                                  | Pel·lícula                           | Resultat |
| ------ | ------------------------------------------------------ | ------------------------------------ | -------- |
| 1991   | Actor més prometedor (Meilleur jeune espoir masculin)  | Cyrano de Bergerac                   | Nominada |
| 1998   | Millor actor secundari (Meilleur second role masculin) | Le bossu                             | Nominada |
| 1998   | Millor actor secundari (Meilleur second role masculin) | Ceux qui m'aiment prendront le train | Nominada |

### Palma d'Or
| Edició | Premi               | Pel·lícula   | Resultat |
| ------ | ------------------- | ------------ | -------- |
| 1992   | Millor Curtmetratge | L'intercanvi | Nominat  |
| 1999   | Millor Curtmetratge | Rien à dire  | Nominat  |

### Festival de Cinema Mundial de Mont-real
| Edició | Premi                    | Pel·lícula  | Resultat |
| ------ | ------------------------ | ----------- | -------- |
| 2002   | Grand Prix des Amériques | Peau d'ange | Nominat  |

### MTV Movie AwardsRússia
| Edició | Premi         | Pel·lícula       | Resultat |
| ------ | ------------- | ---------------- | -------- |
| 2008   | Millor lluita | Kod apokalipsisa | Nominat  |

### Festival de cinema de Cabourg
| Edició | Premi            | Pel·lícula | Resultat  |
| ------ | ---------------- | ---------- | --------- |
| 1992   | Premi Jean Gabin |            | Guanyador |
| 2008   | Millor actor     | Le bossu   | Guanyador |